# Braura elgonensis
Braura elgonensis is een vlinder uit de familie spinners (Lasiocampidae). De wetenschappelijke naam van deze soort is voor het eerst geldig gepubliceerd in 1940 door Kruck.
De soort komt voor in tropisch Afrika.